# 梅尔河
梅尔河（法語：Mère，發音：[mɛʁ] ⓘ）是法国卢瓦尔河地区大区旺代省的河流，是旺代河的右支流，长32.9千米，发源自布勒伊巴雷，于梅尔旺流入旺代河。